# Pegomya affinis
Pegomya affinis este o specie de muște din genul Pegomya, familia Anthomyiidae, descrisă de Stein în anul 1898. Conform Catalogue of Life specia Pegomya affinis nu are subspecii cunoscute.